# Eritroplasia
 La eritroplasia es un término clínico para describir cualquier área eritematosa (roja) en una membrana mucosa, que no puede atribuirse a ninguna otra patología. : 805 
El término eritroplasia fue acuñado por Louis Queyrat para describir una lesión roja precancerosa del pene. Esto dio lugar al término eritoplasia de Queyrat. Dependiendo del contexto, este término puede referirse específicamente al carcinoma in situ del glande o la vulva que aparece como un parche rojo, o puede usarse como sinónimo de eritroplasia en otras membranas mucosas o sitios de transición.
Afecta principalmente al glande (la cabeza del pene), aunque con poca frecuencia puede presentarse en las membranas mucosas de la laringe, y rara vez, la boca, o el ano.
La eritroplaquia es análoga al término leucoplasia, que describe parches blancos. Juntos, estos son los 2 tipos de lesiones premalignas tradicionalmente aceptadas en la boca, Cuando una lesión contiene áreas rojas y blancas, se usa el término "leucoplasia moteada" o "eritroleucoplasia". 
Aunque eritroplasia oral es mucho menos común que la leucoplasia, eritroplasia lleva un riesgo significativamente mayor de que contiene displasia o carcinoma in situ, y de finalmente transformando en invasivo carcinoma de células escamosas (un tipo de cáncer oral).

## Signos y síntomas
Aunque a menudo los términos eritroplasia y eritroplasia se usan como sinónimos, algunas fuentes los distinguen, afirmando que este último es macular (plano) mientras que el primero es papular (irregular).
La eritroplasia de las mucosas genitales a menudo se conoce como eritroplasia de Queyrat. 
Las áreas más comunes en la boca donde se encuentra la eritroplaquia son el piso de la boca, el vestíbulo bucal, la lengua y el paladar blando. Aparece como una mácula o placa roja con bordes bien delimitados. La textura se caracteriza por ser suave y aterciopelada. Se puede encontrar un área adyacente de leucoplasia junto con la eritroplaquia. 
La eritroplasia también puede ocurrir en la mucosa laríngea, o la mucosa anal.

## Causas
La eritroplaquia tiene una causa desconocida, pero los investigadores presumen que es similar a las causas del carcinoma de células escamosas. El carcinoma se encuentra en casi el 40% de la eritroplaquia. Se encuentra principalmente en hombres mayores de entre 65 y 74 años. Se asocia comúnmente con fumar. 
El consumo de alcohol y tabaco se ha descrito como factores de riesgo.

## Diagnóstico

### Diagnóstico diferencial de una lesión roja oral

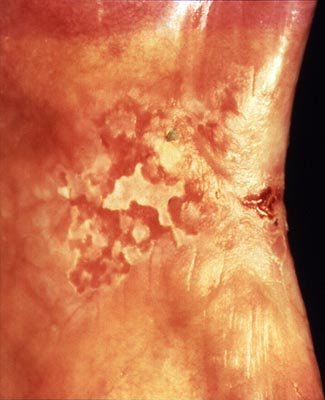
Eritroleucoplasia ("leucoplasia moteada"), comisura izquierda. La biopsia mostró displasia epitelial leve e infección por cándida. La medicación antimicótica puede convertir este tipo de lesión en una leucoplasia homogénea (es decir, las áreas rojas desaparecerían)

Hay muchas otras afecciones que son similares en apariencia y deben descartarse antes de hacer un diagnóstico de eritroplaquia (ver tabla). A veces, el diagnóstico se retrasa hasta dos semanas para ver si la lesión retrocede espontáneamente por sí sola o si se puede encontrar otra causa. La eritroplaquia con frecuencia se asocia con displasia y, por lo tanto, es una lesión precancerosa. 

### Biopsia
Microscópicamente, el tejido exhibe displasia epitelial severa, carcinoma in situ o carcinoma escamoso invasivo en el 90% de los casos. Hay una ausencia de producción de queratina y un número reducido de células epiteliales. Dado que las estructuras vasculares subyacentes están menos ocultas por el tejido, la eritroplaquia aparece roja cuando se observa en un entorno clínico. 

## Tratamiento
El tratamiento implica una biopsia de la lesión para identificar la extensión de la displasia. La extirpación completa de la lesión a veces se recomienda dependiendo de la histopatología encontrada en la biopsia. Incluso en estos casos, la recurrencia de la eritroplaquia es común y, por lo tanto, se necesita monitoreo a largo plazo. 

## Historia
En 1911, el dermatólogo francés Louis Queyrat describió una lesión precancerosa aterciopelada, brillante, de color rojo brillante, muy definida, del glande. Él acuñó el término "eritroplasia" para designar placas rojas como analogía a "leucoplasia", que designaba manchas blancas. Como "leucoplasia" era el equivalente de la leucoplasia inglesa (acuñada en 1861), el término se convirtió en eritroplaquia en inglés. Del mismo modo, el término leucoplasia se acuñó originalmente para describir las lesiones blancas del tracto urinario, y en 1877 se aplicó por primera vez a manchas blancas en la boca. No está claro cuándo el término eritroplaquia se adaptó por primera vez para describir lesiones rojas en la boca.

## Etimología
La palabra eritroplaquia significa "parche rojo", y se deriva de las palabras griegas ερυθρος - "rojo" y πλάξ - "placa" La Organización Mundial de la Salud define la eritroplaquia oral de la siguiente manera: 
Cualquier lesión de la mucosa oral que se presenta como placas aterciopeladas de color rojo brillante que no pueden caracterizarse clínica o patológicamente como cualquier otra afección reconocible. 